# Lucia Maria Hardegen
Lucia Maria Hardegen (* 4. Januar 1951 in Werl, Westfalen als Lucia Maria Preker) ist eine deutsche Bildhauerin und Medailleurin.

## Leben und Wirken
Nach einer Lehre als Steinmetz- und Steinbildhauerin in Soest bei dem Schüler von Ludwig Gies Alfons Düchting studierte sie von 1970 bis 1977 an den Kölner Werkschulen/Fachhochschule für Kunst und Design bei Professor Hans Karl Burgeff Bildhauerei und Bauplastik. Von 1977 bis 1980 war sie in Köln und seit 1981 in Bonn als freischaffende Bildhauerin tätig.
Seit 1970 ist sie verheiratet mit dem Konrektor Arne Hardegen. Sie haben eine Tochter, die Kunsthistorikerin und Fotografin Julika Nele Roser, geborene Hardegen. Lucia Maria Hardegen ist Mitglied der Deutschen Gesellschaft für Medaillenkunst (DGMK).
Der Umfang ihrer Arbeiten umfasst die freie figürliche Bildhauerei, die Medaillenkunst und die Münzgestaltung.
Seit Anfang der neunziger Jahre beteiligt sie sich mit Beiträgen an den Medaillen-Weltausstellungen (FIDEM):
1996 Neuchâtel, 2000 Weimar, 2002 Colorado Springs, 2004 Paris, 2007 Seixal/Lissabon, 2010 Tampere, 2012 Glasgow, 2014 Sofia, 2016 Gent und Namur/Belgien, 2018 Ottawa/Kanada. Zu den Ausstellungen erschien jeweils ein Katalog.
Ein großer Teil ihrer Arbeit nimmt auch die Beteiligung an eingeladenen Wettbewerben des Ministeriums für Finanzen zur Gestaltung einer 10-DM bzw. 10-€ und 20-€ Münze ein.
Weitere 10-Euro-Gedenkmünzen zur Fußball-Weltmeisterschaft 2006:

## Preise
- 1975 1. Preis Studentenwettbewerb des Landschaftsverbandes Rheinland
- 2003 1. Preis 10 € Münze zur Fußball-WM Deutschland 2006
- 2004 1. Preis 10 € Münze zur Fußball-WM Deutschland 2006
- 2005 1. Preis 10 € Münze zur Fußball-WM Deutschland 2006
- 2006 1. Preis 10 € Münze zur Fußball-WM Deutschland 2006
- 2006 1. Preis Neue Münze Berlin (Prägung)
- 2006 3. Preis Taufmedaille, Evangelische Kirche Mitteldeutschland
- 2008 3. Preis 10 € Münze Max Planck
- 2011 4. Preis 10 € Münze Hamburger Elbtunnel
- 2013 2. Preis 10 € Münze Schneewittchen
- 2014 3. Preis 10 € Münze Hänsel und Gretel
- 2018 1. Preis 20 € Gewandhausorchester Leipzig
- 2021 2. Preis 20 € Münze Kloster Corvey

## Ehren- und Gedenkmedaillen (Auswahl)
- 2003 Hermann Cohen, Hermann Cohen Akademie für Religion, Wissenschaft und Kunst, Buchen
- 2003 Otfried Foerster, Deutsche Gesellschaft für Epileptologie, Bonn
- 2008 Manfred Bumiller, Museum für Frühislamische Kunst, Bamberg
- 2009 Richeza-Preis zur Förderung deutsch-polnischer Freundschaft des Landes NRW
- 2011 Hartmut Ungerathen, Bonner Maler
- 2013 Âsik Veysel, Baglama, Instrument des Jahres 2013, Landesmusikrat, Berlin
- 2017 Kirsten Ungerathen, Schauspielerin

## Ausstellungen
- 1992 Medaillen-Künstlerinnen in Deutschland, Staatliche Galerie Moritzburg, Halle und
- 1993 Frauenmuseum Bonn
- 1993 Plakataktion "Kölner Künstler gegen Rassismus"
- 1994 Die Kunstmedaille der Gegenwart in Deutschland, Germanisches Nationalmuseum Nürnberg
- 1995 Wanderausstellung: „Aus allen schöpfende Freude“, Europäische Medaillenkunst von der Renaissance bis zur Gegenwart, Münzkabinett der Staatlichen Museen zu Berlin, Preußischer Kulturbesitz
- 1996 Wissenschaftsmuseum Bonn, Schlossmuseum Friedenstein, Gotha und Germanisches Nationalmuseum Nürnberg
- 2001 Rheinische Schule, Münzzentrum Rheinland, Solingen
- 2001 Die Medaillen und Gedenkmünzen des 20sten Jahrhunderts in Deutschland, Wissenschaftsmuseum Bonn und Stiftung Preußischer Kulturbesitz, Münzkabinett, Berlin
- 2002 Rheinische Schule II, Münzzentrum Rheinland, Solingen
- 2002 Dr. Konrad Adenauer-Medaille, Museum für Angewandte Kunst, Köln
- 2003 XIV. Biennale Internationale Dantesca, Ravenna
- 2005 „GeldKunst – KunstGeld“, Museum Minden, Staatliche Münze Berlin
- 2006 „Taufmedaillen“, Evangelische Kirche Mitteldeutschland, Magdeburger Dom
- 2006 Westfälisches Landesmuseum Münster und Schloss Cappenberg
- 2006 Rheinische Medaillenkunst, Auktionshaus Lempertz, Köln
- 2006 Landesmuseum Bonn anlässlich der Fußball-WM in Deutschland
- 2007 Die Welt "en miniature", Deutsche Medaillenkunst Heute, Stiftung Moritzburg, Halle und Stadtmuseum Erfurt
- 2007 Medaillenkunst in Köln im 20sten Jahrhundert, Münzkabinett Staatliche Museen zu Berlin
- 2010 Schloss Marienburg, Leutesdorf
- 2014 "Gold gab ich für Eisen", Ausstellung zum Ersten Weltkrieg, Münzkabinett Staatliche Museen, Berlin
- 2015 Burg Merten
- 2016/17 „Muse Macht Moneten“, Münzkabinett Staatliche Museen zu Berlin
- 2016 Kunstsammlungen Chemnitz, Museum Gunzenhauser
- 2018 Humboldt-Universität Berlin
- 2021 „Hand Große Kunst“, Staatliche Münzsammlung München
- 2022  Online-Ausstellung Bonner Landesmuseum : BTHVN - zu Beethoven, 10 Künstlerbeiträge
- 2022  Sonderausstellung Bonner Beethovenhaus : KLEINE DENKMÄLER Beethoven in der Medaillenkunst
- 2022  „Medaillen-Relief en miniature“, RealismusGalerie Berlin

## Arbeiten in öffentlichen Sammlungen
- Münzkabinett der Staatlichen Museen zu Berlin
- Staatliche Stiftung Moritzburg Halle (Saale)
- Hetjens-Museum, Deutsches Keramikmuseum, Düsseldorf
- Staatliche Münzsammlung München
- Museum Vincento Niumen
- Stiftung Deutsches Historisches Museum, Berlin